# Prochorowka (Kaliningrad)
Prochorowka (russisch Прохоровка, deutsch Fünflinden) ist ein Ort in der russischen Oblast Kaliningrad. Er gehört zur kommunalen Selbstverwaltungseinheit Stadtkreis Gurjewsk im Rajon Gurjewsk.

## Geographische Lage
Prochorowka liegt 13 Kilometer östlich der Oblasthauptstadt Kaliningrad (Königsberg) an der Kommunalstraße 27K-379 über Krasnoje (Wolfsdorf) nach Kaschtanowka (Gänsekrug) an der Kommunalstraße 27K-031 (alte Trasse der Föderalstraße A229). Eine Bahnanbindung besteht nicht.

## Geschichte
Das bis 1946 Fünflinden genannte Dorf wurde am 19. Oktober 1907 aus dem Gut Fünflinden als Gutsbezirk Fünflinden gebildet. Es gehörte zum Amtsbezirk Groß Legden (heute russisch: Dobroje) im Regierungsbezirk Königsberg der preußischen Provinz Ostpreußen.
Im Jahre 1910 waren in Fünflinden 100 Einwohner registriert. Ihre Zahl betrug im Jahre 1925 noch 75.
Am 30. September 1928 schloss sich der Gutsbezirk Fünflinden mit der Landgemeinde Tromitten (heute nicht mehr existent) zur neuen Landgemeinde Fünflinden zusammen. Am 1. April 1937 verlor die Gemeinde ihre Eigenständigkeit und wurde nach Mantau (russisch: Jastrebki, nicht mehr existent) eingemeindet.
Im Jahre 1945 kam Fünflinden mit dem nördlichen Ostpreußen zur Sowjetunion. Im Jahr 1947 erhielt der Ort die russische Bezeichnung Prochorowka und wurde gleichzeitig dem Dorfsowjet Nisowski selski Sowet im Rajon Gurjewsk zugeordnet. Von 2008 bis 2013 gehörte Prochorowka zur Landgemeinde Nisowskoje selskoje posselenije und seither zum Stadtkreis Gurjewsk.

## Kirche
Fünflinden mit seiner fast ausnahmslos evangelischen Bevölkerung war bis 1945 in das Kirchspiel der Kirche Arnau (heute russisch: Rodniki) eingepfarrt. Es gehörte zum Kirchenkreis Königsberg-Land II innerhalb der Kirchenprovinz Ostpreußen der Kirche der Altpreußischen Union. Letzter deutscher Geistlicher war Pfarrer Arthur Brodowski.
Heute liegt Prochorowka im Einzugsbereich der in den 1990er Jahren neu errichteten Auferstehungskirche in Kaliningrad (Königsberg) in der Propstei Kaliningrad der Evangelisch-lutherischen Kirche Europäisches Russland (ELKER).